# Édouard Louis Gourdan de Fromentel
Édouard Louis Gourdan de Fromentel (* 29. August 1824 in Champlitte; † 6. April 1901 in Bouhans-et-Feurg ) war ein französischer Arzt und  Paläontologe.

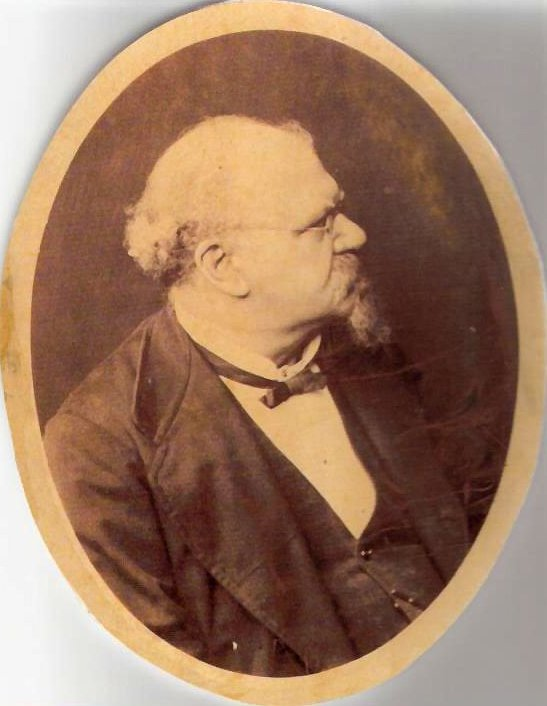
Louis Édouard Gourdan de Fromentel, c.1900, Gray, Naturkundemuseum.

Fromentel studierte Medizin in Straßburg, wo er Präparator für Physik und Chemie an der Medizinischen Fakultät war, und seine klinische Ausbildung am Militärhospital Val-de-Grâce in Paris. 1849 wurde er in Medizin promoviert (Essai sur le suc nourricier et ses modifications pathologiques) und ließ sich in Gray (Haute-Saône) nieder. 1856 heiratete er. Als Arzt war er auch für die Bekämpfung von Epidemien (Typhus) zuständig und als Gefängnisarzt tätig und er war in der Lokalpolitik aktiv.
Neben seinem Arztberuf befasste er sich mit Paläontologie, besonders mit mesozoischen Korallen und Schwämmen, und war einer der Gründer des französischen Komitees für Paläontologie und nach dem Tod von Alcide Dessalines d’Orbigny einer der Herausgeber der seit 1840 erscheinenden Reihe Paléontologie Française, für die er einige Teilbände verfasste (Kreide, Band 8, Zoophyten (Korallen) 1862, Jura, Band 12, Zoophyten (Korallen)). Er befasste sich auch mit Mikrobiologie.
Er war Ritter der Ehrenlegion und des Mérite agricole.

## Schriften
- Introduction à l’étude des éponges fossiles, Caen 1859
- Monographie des Polypiers jurassiques supérieurs, Paris 1862
- Polypiers coralliens des environs de Gray, considérés dans leurs rapports avec ceux des bassins coralliens de la France, Caen 1864